# سيتا دادويان
سيتا دادويان (بالأرمنية: Սեդա Տատոյեան)‏ هي باحثة أرمنية ومتخصصة في التاريخ السياسي والفكري الأرمني في العصور الوسطى في جوانب تفاعلية مع عالم الشرق الأدنى. عملت أستاذاً للدراسات الثقافية والفلسفة والفنون في الجامعة الأمريكية في بيروت(AUB) بين عامي 1986 و 2005 ودرّست أيضًا في جامعات أخرى بما في ذلك جامعة هايكازيان (1981-1986)، وجامعة كولومبيا (2002، 2006)، ومدرسة سانت نرسيس (2007-2010) ، وجامعة شيكاغو (2010) تعدت كتاباتها الخمسين مقالاً وعشرة كتب ويُعتقد أنها أول امرأة أرمنية حصلت على درجة الدكتوراه في العلوم في الفلسفة مع التركيز على تاريخ الفلسفة الأرمنية. يركز عملها الأكاديمي على التاريخ الأرمني في العصور الوسطى وخاصةً العلاقة بين الأرمن والمسلمين وهي باحثة رائدة في هذا المجال.

## نبذة عن حياتها
ولدت سيتا دادويان في مدينة حلب السورية لعائلة أرمنية. انتقلت بعدها إلى بيروت، لبنان. حيث حصلت على درجة الماجستير في الفلسفة من الجامعة الأمريكية في بيروت عام 1969. وأصبحت أستاذاً في هذه الجامعة عام 1986، 2005. درست دادويان الفن أيضًا في بيروت ولندن وأصبحت رسامة.
نالت محاضراتها استحسان الأكاديميين والعلماء بمن فيهم أستاذ التاريخ مايكل موروني وقالوا عنها أنَّها سترفع "وعي الناس حول مشاركة الأرمن في التاريخ العام للشرق الأوسط". أطلق عليها جيمس رسل اسم "وليمة فكرية". في عام 1999، مُنحت دادويان ميدالية داود الذي لا يغلب، وهي أعلى ميدالية تمنحها الأكاديمية الأرمنية للفلسفة لمساهماتها في الدراسات الفلسفية الأرمنية. في عام 2015، منحها القس آرام الأول وسام الشرف "القديس ميسروب ماشدوتس"، عن الكنيسة الكاثوليكسية الأرمنية العظمى لكيليكيا للكنيسة الأرمنية الرسولية في أنطلياس، لبنان .

## أعمالها

### الكتب
- الإسلام في الثقافة الأدبية الأرمنية: نصوص، سياقات، ديناميات. لوفين: بيترز ، 2021.(ردمك 978-90-429-4503-6) ، جايستور j.ctv1vwbt5g
- الحالة الأرمنية في الإدراك المتأخر والاستبصار- خطاب / 2015 - Հայ Վիճակը Յետահայեցութեամբ և Նախահայեցութեամբ - Վերլուծում մը. أوتاوا ، كندا: الناشر المستقل ، 2015.(ردمك 978-1-4951-7994-5)رقم ISBN 978-1-4951-7994-5
- كاثوليكية كيليكية- التاريخ والرسالة والكنوز. محرر ، مؤلف مشارك. انطلياس ، لبنان: منشورات كاثوليكية ، 2015.(ردمك 978-9953-0-3164-4)رقم ISBN 978-9953-0-3164-4
- الأرمن في العالم الإسلامي في العصور الوسطى - نماذج التفاعل من القرن السابع إلى القرن الرابع عشر. المجلد الثالث: كوزموبوليتية العصور الوسطى وصور الإسلام من القرن الثالث عشر إلى القرن الرابع عشر. نيو برونزويك: الولايات المتحدة الأمريكية ولندن ، المملكة المتحدة: ناشرو المعاملات ، 2013.(ردمك 978-1-4128-4577-9)رقم ISBN 978-1-4128-4577-9
- الأرمن في العالم الإسلامي في العصور الوسطى - نماذج التفاعل من القرن السابع إلى القرن الرابع عشر. المجلد الثاني:
- السياسة الواقعية الأرمنية في العالم الإسلامي والنماذج المتباينة - حالة كيليكيا - من القرن الحادي عشر إلى القرن الرابع عشر. نيو برونزويك ، الولايات المتحدة الأمريكية ولندن ، المملكة المتحدة: ناشرو المعاملات ، 2012.(ردمك 978-1-4128-4782-7)رقم ISBN 978-1-4128-4782-7
- الأرمن في العالم الإسلامي في العصور الوسطى - نماذج للتفاعل - من القرن السابع إلى القرن الرابع عشر. المجلد الأول: الفترة العربية في الأرمينية - من القرن السابع إلى القرن الحادي عشر. نيو برونزويك (الولايات المتحدة الأمريكية) ولندن (المملكة المتحدة): ناشرو المعاملات ، 2011.(ردمك 978-1-4128-5189-3)رقم ISBN 978-1-4128-5189-3
- الكاثوليكية الأرمنية من كيليكيا إلى أنطلياس - مقدمة. أنطلياس ، لبنان: منشورات كاثوليكية ، 2003.
- مساهمة الكنيسة الأرمنية في الشاهد المسيحي في الشرق الأوسط. محرر ، مؤلف مشارك. أنطلياس ، لبنان: منشورات كاثوليكية ، 2001.
- الأرمن الفاطميون - التفاعل الثقافي والسياسي في الشرق الأدنى. سلسلة التاريخ والحضارة الإسلامية. ليدن: EJ Brill ، 1997.(ردمك 90-04-10816-5)رقم ISBN 90-04-10816-5
- Յովհաննէս Երզնակացիի 'Ի Տաճկաց Իմաստասիրաց'ը և Իմաստատիրական Արձակը Իսլամական Աղբիւրներուն Լոյսին Տակ [جون إرزنكا: "آراء من كتابات الفلاسفة الإسلاميين" والرسائل الفلسفية في ضوء مصادرهم الإسلامية - إخوان الصفاء]. بيروت: منشورات كاثوليكية ، 1991.
- Էջեր Արևմտահայ Մտածումէն - Ե. Տէմիրճիպաշեան ، Տ. Չրաքեան-Ինտրա ، Շ. Պէրպէրեան ، Գ. Գավաֆեան، Դանիէլ Վարուժան [صفحات الفكر الفلسفي الأرمني الغربي - E. Temijibashian، T. Chrakian-Indra، Sh. Perperian ، G. Gavafian ، Daniel Varujan]. بيروت: AGBU ، 1987. (حائز على جائزة H. Uzunian لأفضل كتاب أرمني لعام 1987).
- Լիբանանահայ Նկարչութիւնը Ինքնութեան Տագնապին Լոյսին Տակ [رسم أرمني في لبنان في ظل أزمة الهوية]. انطلياس ، لبنان: منشورات كاثوليكية ، 1984.

### مقالات
بعض من مقالاتها:
- انتقال الأرمن الكاثوليك من أرمينيا لأنطلياس (العنوان الأصلي: (بالإنجليزية: The Move of the Catholicosate from Armenia, to Cilicia, to Antelias) من كتاب ((بالإنجليزية: The Move of the Catholicosate from Armenia, to Cilicia, to Antelias)) تحرير سيتا دادويان، بيروت، المنشورات الكاثوليكية، 2015، الصفحات 22-67.
- (بالإنجليزية: The Phenomenon of the Fatimid Armenians) في مجلّة (بالإنجليزية: Medieval Encounters) عام 1996 منشورات بريل، الصفحات 193-213.[13]
- (بالإنجليزية: Grigor of Tatev: Treatise against the Tajiks) في مجلّة (بالإنجليزية: Islam and Christian–Muslim Relations) عام 1996 منشورات إنفورما البريطانية المتحدة، الصفحات 193-204.[14]
- (بالإنجليزية: Islam and Armenian Political Strategies at the End of an Era: Matt'eos Jowlayec'i and Grigor Tat'ewac'i) في مجلّة (بالفرنسية: Le Muséon)‏ عام 2002-2003 منشورات مجلة بيترز الإلكترونية، الصفحات 305-326.[15]
- (بالإنجليزية: Carpentry and Building in Late Imperial China) في كتاب (بالإنجليزية: Carpentry and Building in Late Imperial China) عام 1993 منشورات بريل، الصفحات 290-312.[16]
- (بالإنجليزية: The Constitution for the Brotherhood of Erznkay (1280) by Yovhannēs Erznkac'i (d. 1293)) في مجلّة (بالفرنسية: Revue des Études Arméniennes)‏ عام 2003-2004 منشورات مجلة بيترز الإلكترونية، الصفحات 117-165.[17]